# زالومون ماير فون روتشيلد
زالومون ماير فون روتشيلد (بالألمانية: Salomon von Rothschild)‏ هو مصرفي نمساوي، ولد في 9 سبتمبر 1774 في فرانكفورت في ألمانيا، وتوفي في 28 يوليو 1855 في باريس في فرنسا.